# Alliance écologiste indépendante
Alliance écologiste indépendante (AEI), česky Nezávislá ekologická aliance, je koalice malých environmentalistických politických stran a hnutí ve Francii, vzniklá původně pro volby do Evropského parlamentu 2009. V těch získala 625 375 hlasů (tj. 3,63 %) a žádný mandát, přičemž její "zelený" konkurent, koalice Evropa Ekologie, obdržel přes 16 % hlasů a 14 mandátů.
Koalice je tvořena následujícími stranami:
- Géneration écologique (Ekologická generace)
- Mouvement écologiste indépendant (Nezávislé ekologické hnutí)
- La France en action (Francie v akci)

AEI se staví mimo levici a pravici, Evropu chápe jako garanta světové stability a míru.